# MTV Treubund Lüneburg
Der MTV Treubund Lüneburg von 1848 e. V., kurz MTV Treubund Lüneburg, ist mit ca. 4800 Mitgliedern der größte Sportverein in Lüneburg und einer der größten Sportvereine in Niedersachsen. Der Verein entstand 1972 aus dem Zusammenschluss des MTV Lüneburg mit dem Treubund Lüneburg. Seine Farben sind „Rot-Blau-Weiß“.
Der MTV Lüneburg wurde am 14. Juli 1848 zur „Pflege des vaterländischen Turnens“ gegründet, Treubund Lüneburg am 13. August 1848 als Arbeiter Verein in Lüneburg zur „Bildungs- und Sozialarbeit für den Handwerkerstand“.

## Angebote
Neben den üblichen Angeboten wie Turnen, Kinderturnen, Rhönradturnen, Fit&Fun für Erwachsene, RopeSkipping, Kunstturnen, Tanzen, Basketball, Fußball, Fechten, Hockey, Handball, Kanu, Leichtathletik, Mixed Martial Arts, Rollsport, Trakour (Training für Parkour), Rudern, Schwimmsport, Deutsches Sportabzeichen, Taekwondo, Tennis, Tischtennis und Volleyball gibt es auch ein Präventives Sportangebot (nach § 20 Prävention und Selbsthilfe) und ein breites Angebot im Rehabilitationssport und Funktionstraining, das unter anderem Herzsport, Wassergymnastik und Osteoporose- und Wirbelsäulengymnastik umfasst. Außerdem bietet der Verein eine Kindersportschule (MoTiVo) und ein Fitness-Studio (Studio im Sportpark) an.

## MTV Treubund Sportmarketing GmbH
Der MTV Treubund Lüneburg gründete am 11. Januar 1994 die MTV Treubund Sportmarketing GmbH. Zweck der Gesellschaft ist, den Verein von sportfremden Aufgaben zu entlasten. Dies betrifft etwa die Bereiche Marketing, Werbung, Touristik und Veranstaltungen. Die MTV Treubund Sportmarketing ist auch Betreibergesellschaft des Sportparks Kreideberg, einem Sportzentrum mit 6 Hallentennisplätzen, 4 Badmintonplätzen, einer Saunalandschaft und einem Videostudio, sowie dem Fitness-Studio des Vereins und einem Bewegungsbecken, in dem der Verein Sportkurse im Wasser anbietet. Im Sportpark Kreideberg baut die MTV Treubund SportKita GmbH eine SportKita "Die Gipfelstürmer".    

## Veranstaltungen
- Internationaler Heide-Cup 2010 und 2011
- Basketball-Länderspiel U18 / Deutschland:Türkei
- Rendezvous der Besten (Vor- und Bundesentscheid)
- Deutsche Mannschaftsmeisterschaft RopeSkipping
- Dance2u
- Volkslauf
- BBCUP Lüneburg